# Граматика гінді
Гінді — одна з двох офіційних, а також найпоширеніших, мов Індії. Займає 4-те місце по числу мовців. Відноситься до індоєвропейської сім'ї, індоіранських мов, індоарійської групи. В усній формі гінді взаємнозрозумілий з урду, тому, незважаючи на деякі лексичні відмінності і відмінності в письмі, їх об'єднують в одну мову — гіндустані.

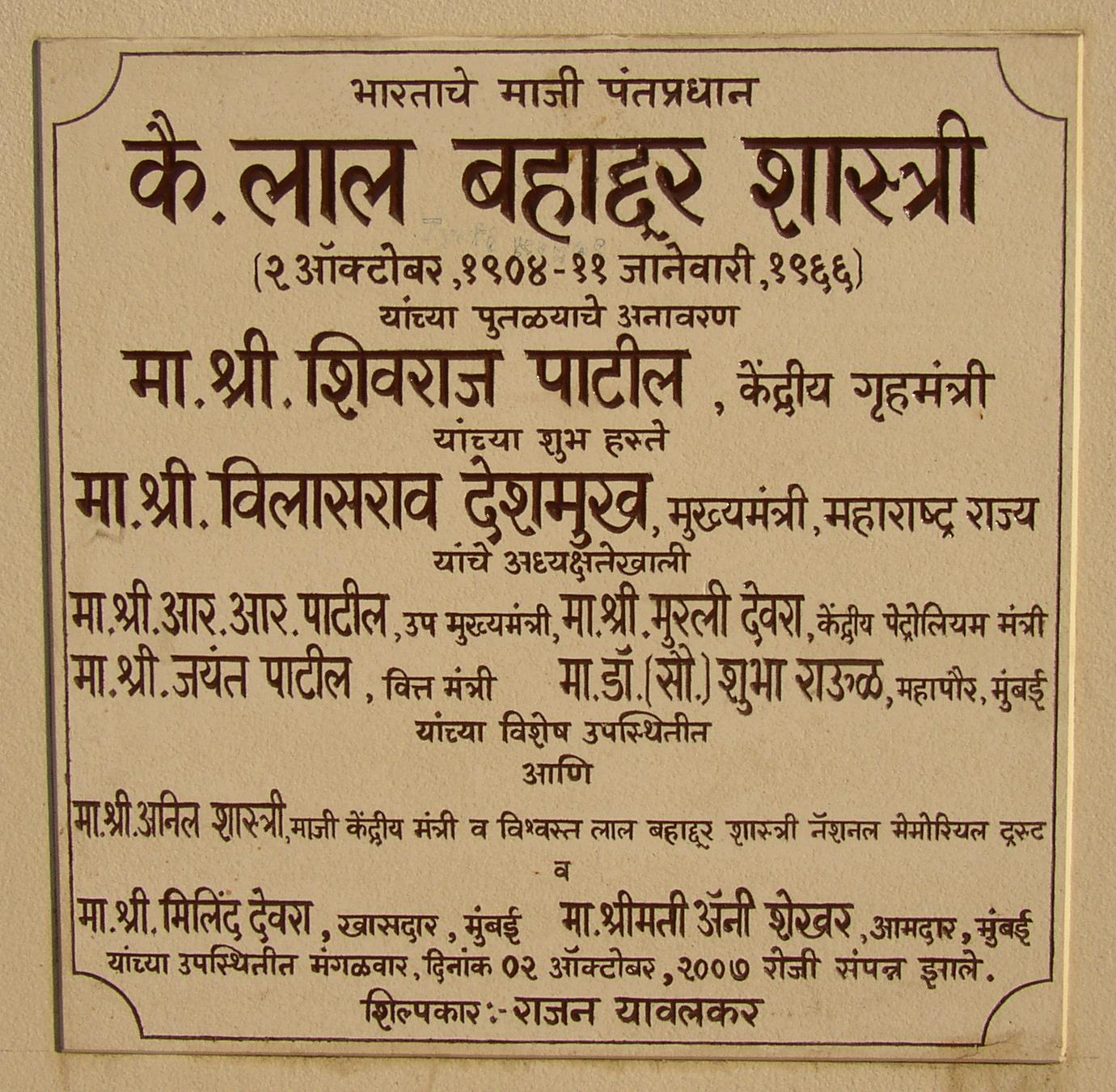
Дощечка на хінді в Мумбаї

## Порядок слів
Порядок слів суттєво відрізняється як від англійського, так і від українського. Найголовнішою особливістю порядку слів є те, що присудок завжди розташований у кінці речення. Це пов'язане з тим, що зазвичай форми дієслова гінді творяться за допомогою службових слів, тому, коли вони розташовані у кінці, не виникає плутанини з граматичним відношенням між словами. Підмет стоїть на початку, а додаток між підметом і присудком. Означення стоїть перед означуваним словом. Пряме доповнення ставиться після непрямого. Обставина часу стоїть або перед підметом або після нього. Обставина місця завжди ставиться після обставини часу. Прислівник (обставина образу дії) безпосередньо стоїть перед дієсловом.
Якщо речення питальне, то додається частка क्या (kya), яка ставиться перед усім питанням.
- यह क्या है? (yah kyā hai?) — Що це?
- क्या तुम इसे राज़ रख सकते हो? (kyā tum isē rāz rakh sakatē hō?) — Ти можеш зберегти це в секреті?

## Іменник
У гінді немає артикля. Іменники діляться на два роди (жіночий і чоловічий). На відміну від санскриту, у якому наявні три числа (однина, двоїна і множина), у гінді збереглися тільки два числа (однина і множина), також, в порівнянні з санскритом, зменшилось число відмінків, їх у гінді тільки три: прямий, непрямий і кличний. Початкова форма іменника — це прямий відмінок. Прямий і кличний відмінки відповідають відповідно українським називному і кличному відмінкам. А непрямий відмінок використовується в тому випадку, коли за іменником слідує післяйменник. Всі іменники мови гінді розподіляються на два відмінювання (відповідно тип I і тип II)
У наведеній нижче таблиці подані закінчення відповідних відмінків і чисел.
|               |               | Однина       | Однина        | Множина      | Множина | Множина |
| Пряма форма   | Непряма форма | Пряма форма  | Непряма форма | Клична форма |         |         |
| ------------- | ------------- | ------------ | ------------- | ------------ | ------- | ------- |
| Чоловічий рід | Тип I         | -ā           | -e            | -e           | -õ      | -o      |
| Чоловічий рід | Тип II        |              |               |              | +õ      | +o      |
| Жіночий рід   | Тип I         | -ī, -i, -iyā | -ī, -i, -iyā  | -iyā̃         | -iyõ    | -iyo    |
| Жіночий рід   | Тип II        |              |               | +ẽ           | +õ      | +o      |

Якщо іменник чоловічого роду чи жіночого роду прямого відмінку однини закінчується не на अ (а) або ऑ (іменники другого типу), то в непрямому відмінку змін не відбувається.
Для лексичного вираження множини також існують спеціальні суфікси для деяких груп іменників. Як приклад можна розглянути іменник लोग (log). Буквальне значення цього слова — люди:
- मज़दूर (mazdūr) робочий → मज़दूर लोग (mazdūrlog)

У цьому випадку लोग — це службове слово, а не іменник.

## Прикметник
Усі прикметники гінді можна поділити на дві великі групи — відмінювані та невідмінювані. Відмінюванні прикметники, як і іменники, відмінюються за родом та відмінком. Вони закінчуються на अ (а) або на ऑ (а носове). Невідмінювані іменники ніяк не змінюють свою початкову форму. Вони можуть закінчуватися на будь-яку літеру окрім अ або ऑ.

### Відмінювані прикметники
Відмінювання прикметників набагато простіше за відмінювання іменників. Так у чоловічому роді вони мають закінчення अ (а) або ऑ (а носове) у прямому відмінку або ए чи ऍ в усіх інших випадках (непрямий відмінок, множина). У жіночому роді всі форми мають єдине закінчення ई (ī).
- सुंदर लड़का sundar larkā — красивий хлопець
- बड़ा रास्ता barā rāstā — великий шлях
- नया घर nayā ghara — новий будинок
- पुराने शहर में Purānē śahr mē — у старому місті

### Невідмінювані прикметники
У їх структурі не відбувається жодних змін:
- उबाऊ बजट Ubāū bajata — нудний бюджет

### Ступені порівняння прикметників
Якісні прикметники мають нульовий (багатий), вищий (багатший) і найвищий (найбагатший) ступені порівняння прикметників.
Спеціальних суфіксів для вираження вищого чи найвищого ступеню не існую, вони виражаються аналітично.
Вищий ступінь твориться додаванням अधिक (adhik) або ज्यादा (jyādā) до прикметника в нульовому ступені.
- अधिक सुंदर (adhik sundar) — більш красивий, красивіший

Найвищий ступінь твориться додаванням सब से (sab se; можливий також запис सबसे) до прикметника в нульовому ступені. Також існує другий спосіб вираження найвищого ступіння: повторенням прикметника в нульовому ступені через частку से (se)
- व्रत से व्रत (vrat se vrat) — найшвидший
- दुनिया का सबसे ऊँचा पर्वत शिखर है, जिसकी ऊँचाई ८८४८ मीटर है (Duniyā kā sabse ū̃mcā parvat śikhar hai, jisakī ū̃mcāī 8848 mītara hai) — Еверест — це найвищий пік на землі, його висота 8848 метрів (досл. висота якого 8848 метрів)

Оскільки гінді — нащадок санскриту, то в ньому збереглися численні санскритські прикметники, ступені порівняння яких можна утворювати дещо іншим шляхом, а саме за допомогою суфіксів. Вищий ступінь утворюється додаванням суфікса -तर(-tar), а найвища за допомогою तम(-tam)
- कठिन kathin — важкий
- कठिनतर kathinatar — важчий
- कठिनतम kathinatam — найважчий

## Дієслово
Дієслова відмінюються і мають категорію роду, числа і особи. Теперішні і минулі часи (за винятком минулого доконаного часу) утворюються за допомогою службових дієслів होना (honā) або रहना (rahnā). Майбутній час має особові закінчення.
Для заперечення дієслова (і інших частин мови) використовується частка नहीं (nahī̃). При наявності नहीं (nahī̃) у реченні дієслово होना можна опустити, але лише за умови, що воно виконує не роль дієслова-зв'язки, тобто опустити नहीं можна лише якщо воно грає роль службового слова. Синонімом नहीं є ना (nā).
Майже кожна дієслівна форма має 3—4 підформи, що пов'язано з аспектуальним значенням дієслова, тобто кожна підформа по-різному показує як протікає та чи інша дія.

### Дієслово होना
У гінді дієслово бути опустити не можна, тобто обов'язковим є вживання дієслова-зв'язки होना (honā). Етимологія цього дієслова бере коріння з санскритського भवति (bhavati). Воно є неправильним і відмінюється теж неправильно. У теперішньому часі у нього нема розподілу на жіночий і чоловічий рід, як у інших дієслів (причому у минулому розподіл наявний)

#### Теперішній час
| मै m͠ai | तू tū  | ये ye  | हम ham | तुम tum | ये ye  |
| ----- | ----- | ----- | ------ | ------ | ----- |
| हूँ hū̃  | है hai | है hai | हैं h͠ai  | हो ho   | हैं h͠ai |

#### Чоловічий рід
| मै m͠ai | तू tū  | ये ye  | हम ham | तुम tum | ये ye  |
| ----- | ----- | ----- | ------ | ------ | ----- |
| था thā | था thā | था thā | थे the  | थे the  | थे the |

#### Жіночий рід
| मै m͠ai | तू tū  | ये ye  | हम ham | तुम tum | ये ye  |
| ----- | ----- | ----- | ------ | ------ | ----- |
| थी thī | थी thī | थी thī | थीं thī̃  | थीं thī̃  | थीं thī̃ |

#### Конструкція інфінітив + होना
Ця конструкція дуже поширена в гінді. І має два значення:
1. Вираження необхідності дії або примусу. На українську мову перекладається дієсловом «мусити» मुझे उससे बात करनी है — Я мушу поговорити з нею.
2. Вираження бажання. Перекладається дієсловами «хотіти» або «бажати» मुझे चाय पीनी है — Я хочу випити чаю.

### Інфінітив і супін
У гінді дієслова в інфінітиві закінчуються на -ना (na). Шляхом від'єднання -ना (na) утворюється основа дієслова, яка одночасно є скороченою формою дієприслівника або імперативом другої особи однини.
Супін — незмінювана дієслівна форма, має закінчення -ने (ne), тобто рівна по формі непрямому інфінітиву. Самостійно супін не використовується. Він частково замінює інфінітив в речені, а також бере участь в творенні дієприкметника постійної якості.
Утворення супіна від पढ़ना (parhnā) читати, вчити:
- पढ़ना → पढ़ → पढ़ने

### Дієприкметник
У гінді є дуже багато дієприкметників: простий дієприкметник недоконаного виду, простий дієприкметник доконаного виду, процесивний дієприкметник, дієприкметник постійної якості (дієпрекметник з морфемою वाला), а також численні пасивні санскритські дієприкметники. Дієприкметник має активну і пасивну форму. Простий дієприкметник недоконаного виду утворюється шляхом додавання — ता(ta), а ростий дієприкметник доконаного виду — आ (ā). Їх змінення в особі і числі продемонстровано на прикладі पढ़ना (parhnā) читати, вчити

#### Простий дієприкметник недоконаного виду
- पढ़ता — читаючий (чоловічий рід, однина)
- पढ़ते — читаючі (чоловічий рід, множина)
- पढ़ती — читаюча, читаючі (жіночий рід, однина і множина)

#### Простий дієприкметник доконаного виду
Цей дієприкметник також рівний минулому доконаному часу. Якщо основа закінчується на голосний між основою і суфіксом вставляється य.
- पढ़ा — прочитавший (чоловічий рід, однина)
- पढ़े — прочиташі (чоловічий рід, множина)
- पढ़ी — прочитавша, прочитавші (жіночий рід, однина і множина)

Слід звернути увагу на те, яке дієслово вжито у простому дієприкметнику доконаного виду (перехідне чи неперехідне) і вжити відповідну суб'єктивну, об'єктивну чи нейтральну конструкцію в дієслівних формах з простим дієприкметником доконаного виду.
Неправильні форми:
- करना karnā робити → किया kiyā зробивший
- लेना lenā брати → लिया liyā взявший
- देना denā давати → दिया diyā давший
- होना honā бути → हुआ huā бувший
- जाना jānā йти → गया gayā йшовший

#### Процесивний дієприкметник
Процесивний дієприкметник утворюється шляхом поєднання основи будь-якого дієслова з простим дієприкметником дієслова रहना (rahnā). У процесивному дієприкметнику змінюється за родами і числами лише रहा (форма простого дієприкметника від रहना).
- पढ़ना → पढ़ रहा (чоловічий рід, однина)
- पढ़ रहे (чоловічий рід, множина)
- पढ़ रही (жіночий рід, однина і множина)

#### Дієприкметник постійної якості
Утворюється за допомогою супіна і морфеми वाला (vālā). वाला узгоджується з підметом і має форми वाला/वाले/वाली відповідно чоловічий рід, однина/чоловічий рід множина/жіночий рід множина і однина. Виражає постійну ознаку предмета. वाला з супіном можна писати і разом, і роздільно.
Наприклад:
- लिखना (likhanā) писати → लिखने (likhanē) форма супіна → लिखने वाला (likhanē vālā) пишущий

### Намір
Для того, щоб виразити намір зробити щось, використовують дієприкметник постійної якості з дієсловом-зв'язкою होना. Час, особа і число визначається зв'язкою.
- वह पढ़ने वाली है (vaha parhanē vālī hai) Вона збирається читати

### Аспект (вид)
Аспект (вид) в гінді характеризує, як протікає або як розподіляється в часі дія чи стан. У хінді наявні 4 аспекта: тривалий, тривало-інтенсивний, тривало-прогресивний і тривало-результативний аспект.

## Часи дієслова

### Прості часи
Прості минулий і теперішній часи творяться поєднанням простого недоконаного дієприкметника і дієслова होना (honā) у відповідному часі, особі і числі. Ці часи характеризують дію як просту, таку, яка відбувається(-лася) постійно. Теперішній час також позначає її, як дію, що відбувається в момент мовлення.
- वह हर सुबह सैर करने जाता है (Vah har subah sair karanē jātā hai) Вона щоранку бігає підтюпцем

### Доконані часи
Минулий доконаний рівний простому дієприкметнику доконаного виду. Він виражає завершену дію, або дві чи більше одноразових послідовних дій. У залежності від того перехідне дієслово чи ні вжито у цьому часі воно може узгоджуватися з підметом, а може і не узгоджуватись. Якщо дієслово неперехідне, то воно узгоджується з підметом. А якщо дієслово перехідне, то до підмета добавляється частка ने(ne), яка вказує на особу/предмет, яким була виконана дія і дієслово не узгоджується з підметом, воно стоїть в початковій формі.
- वह अपने घर चला (Vah apnē ghar calā) — Він пішов в свій будинок
- वह अपने गुस्से को काबू में नहीं रख पाया (Vah apnē gussē kō kābū mẽ nahī̃ rakh pāyā) — Він не міг контролювати свій гнів

Теперішній доконаний час утворюється за схемою 'простий дієприкметник доконаного виду + होना у теперішньому часі'. होना узгоджується з підметом у числі та особі.
Передминулий час утворюється за схожою схемою 'простий дієприкметник доконаного виду + होना у минулому часі'. होना також узгоджується з підметом у числі та особі.

### Процесивні часи
Теперішній процесивний час утворюється за схемою 'процесивний дієприкметник + होना у теперішньому часі'. होना узгоджується з підметом у числі та особі.
- मैं पढ़ रही हूँ — Я читаю (читаю вже деякий час)
- मैं गेंद खेलने जा रहा हूँ (m͠ai gēnd khēlanē jā rahā hū̃) — Я буду (збираюся) грати м'ячем (в ролі майбутнього)

Минулий процесивний час утворюється за схемою 'процесивний дієприкметник + होना у минулому часі'. होना узгоджується з підметом у числі та особі.
- पढ़ रही थी Я читав (читав в минулому деякий час)

Процесивні часи позначають дію, як таку, що відбувається(-лася) деякий час. Теперішній процесивний час позначає дію, яка відбувається в момент мовлення вже деякий час, або дію, яка повинна відбутися (і продлитися певний час) у майбутньому. Минулий процесивний час позначає дію, що відбувалась деякий час в минулому, або дві одночасні дії, що протікали деякий час в минулому

## Майбутній час
Усього в гінді існує 4 майбутніх часи.

### Простий майбутній час
Простий майбутній час твориться за допомогою особових закінчень. Показує просту дію в майбутньому.
|           | Однина   | Однина   | Однина   | Множина  | Множина  | Множина    | Множина |
| 1-ша ос.  | 2-га ос. | 3-тя ос. | 1-ша ос. | 2-га ос. | 2-га ос. | 3-тя ос.   |         |
| Займенник | मै m͠ai    | तू tū     | ये ye     | हमham    | तुमtum    | ये ye, आपāp |         |
| --------- | -------- | -------- | -------- | -------- | -------- | ---------- | ------- |
| Чол. рід  | -ॅऊगा      | -एगा      | -एगा      | -ॅएगे      | -ओगे      | -ॅएगे        | -ॅएगे     |
| Жін. рід  | -ॅऊगी      | -एगी      | -एगी      | -ॅएगी      | -ओगी      | -ॅएगी        | -ॅएगी     |

У необхідності вчити особові закінчення немає потреби. Для уворення цих форм майбутнього часу можна використати схему 'основа дієслова + закінчення умовного способу + суфікс майбутнього часу ग (е) + родове закінчення (आ — чоловічий рід однини,े — чоловічий рід множини, ई -жіночий рід однини і множини)'
लेना брати і देना давати приєднують суфікси до першої букви.
Приклад відмінювання पढ़ना (parhnā)
|           | Однина   | Однина   | Однина   | Множина  | Множина  | Множина    | Множина |
| 1-ша ос.  | 2-га ос. | 3-тя ос. | 1-ша ос. | 2-га ос. | 2-га ос. | 3-тя ос.   |         |
| Займенник | मै m͠ai    | तू tū     | ये ye     | हमham    | तुमtum    | ये ye, आपāp |         |
| --------- | -------- | -------- | -------- | -------- | -------- | ---------- | ------- |
| Чол. рід  | पढ़ूंगा      | पढ़ेगा      | पढ़ेगा      | -पढ़ेंगे     | पढ़ोगे      | पढ़ेंगे        | पढ़ेंगे     |
| Жін. рід  | पढ़ूंगी      | पढ़ेगी      | पढ़ेगी      | 'पढ़ेंगी     | पढ़ोगी      | पढ़ेंगी        | पढ़ेंगी     |

### Майбутній завершений
Показує дію, що відбудеться в майбутньому і завершеться в певний час в майбутньому. Утворюється від простого дієприкметника доконаного виду в поєднанні з होना в майбутньому часі.

### Майбутній II
Майбутній II твориться за схемою 'основа дієслова + रहा + дієслово होना в майбутньому'. रहा узгоджується з होना в числі і особі. Майбутній II позначає дію як таку, що відбудеться в майбутньому і продовжеться деякий час. Вживається рідко.

### Майбутній III
Майбутній III має подібну будову з Майбутнім II. Він будується за схемою 'простий дієприкметник недоконаного виду + रहा + дієслово होना в майбутньому'. Вживається дуже рідко.

## Імператив
Імператив (або наказовий спосіб) в гінді має три форми. Відповідно до трьох займенників другої особи (तू, तूम, आप).
Форма імператива для तू tū ти рівна основі дієслова. Наприклад:
- पढ़ना (parhnā) читати, вчити → पढ़(parh) читай, вчи!
- प्यार करना (pyār karnā) любити → प्यार कर (pyār kar) люби!

Імператив в цій формі може означати і грубий наказ, і ласкаве прохання. Зазвичай використовується старшими до молодших.
Форма імператива для तूम tum ви, ти утворюється додаванням -ओ ō до основи дієслова.
- पढ़ो (parhō) читай(те)!
- प्यार करो (pyār karō) люби(іть))

У цій категорії є два неправильних дієслова लो lō візьми(іть)! (інфінітив लेना; брати) і दो dō дай(те)! (інфінітив देना;давати)
Цю форму можна використовувати як при індивідуальній розмові, так і при розмові до групи людей. Ця форма є фамільярною. Її використовують в розмові до рідних, друзів.
Імператив для आप āp Ви (ввічливо) має таку схему 'основа дієслова + िए'.
- बोलिए (bolie) говоріть!
- पढ़िए (parhie) читайте!

Винятки: दीजिए (dījiē) дайте!, लीजिए (lījiē) візьміть!, कीजिए (kījiē) зробіть!, पीजिए (pījiē) випийте
Ця форма виражає ввічливе прохання до однієї або групи людей. Вживається молодшими до старших.
У формі імператива може бути вжитий інфінітив.

## Кон'юнктів і Кондіціоналіс
Кон'юнктів має в гінді 4 форми: просту, процесивну, складну доконану і складну недоконану. Кондіціоналіс (Умовний спосіб) має такі ж самі форми.

### Кон'юнктів
Час в кон'юнктіві визначається контекстом або за допомогою обставини часу.

#### Проста форма
Не має розмежування в роді, тобто наявна єдина форма для двох родів.
|                    | Однина   | Однина   | Однина   | Множина  | Множина  | Множина     | Множина |    |
| 1-ша ос.           | 2-га ос. | 3-тя ос. | 1-ша ос. | 2-га ос. | 2-га ос. | 3-тя ос.    |         |    |
| Займенник          | मै m͠ai    | तू tū     | ये ye     | हमham    | तुमtum    | ये ye, आप āp |         |    |
| ------------------ | -------- | -------- | -------- | -------- | -------- | ----------- | ------- | -- |
| Особові закінчення | -ऊं       | -ए       | -ए       | -ए       | -एं       | -ओ          | -एं      | -एं |

Приклад відмінювання ख़रीदना (купувати)
|                    | Однина   | Однина   | Однина   | Множина  | Множина  | Множина     | Множина |     |
| 1-ша ос.           | 2-га ос. | 3-тя ос. | 1-ша ос. | 2-га ос. | 2-га ос. | 3-тя ос.    |         |     |
| Займенник          | मै m͠ai    | तू tū     | ये ye     | हमham    | तुमtum    | ये ye, आप āp |         |     |
| ------------------ | -------- | -------- | -------- | -------- | -------- | ----------- | ------- | --- |
| Особові закінчення | ख़रीदूं      | ख़रीदे      | ख़रीदे      | ख़रीदे      | ख़रीदें      | ख़रीदो         | ख़रीदें     | ख़रीदें |

Проста форма має кілька значень:
1. Бажання, побажання, намір जन्म-दिन मुबारक हो — З Днем Народження!
2. Спонукання до дії चलो, चाय पिएँ — Заходьте, чай вип'ємо
3. Невизначенність (з питанням) मैं क्या करूँ? Що мені робити? (досл. Що я зробив би?)
4. Ввічливе прохання, ввічливий наказ अपना नाम यहाँ लिखें — Будь ласка, напишить своє ім'я тут (досл. написали б своє ім'я тут)
5. Здогадка, припущення.

Якщо дієслово закінчується на голосну, то мін нею і суфіксом вставляється य або व.
Дієслова लेना брати і देना давати приєднують суфікси до першої букви

#### होना в простій формі кон'юнктіву
|           | Однина   | Однина   | Однина   | Множина  | Множина  | Множина    | Множина |         |
| 1-ша ос.  | 2-га ос. | 3-тя ос. | 1-ша ос. | 2-га ос. | 2-га ос. | 3-тя ос.   |         |         |
| Займенник | मै m͠ai    | तू tū     | ये ye     | हमham    | तुमtum    | ये ye, आपāp |         |         |
| --------- | -------- | -------- | -------- | -------- | -------- | ---------- | ------- | ------- |
| Форми     | हूँ (hū̃)   | हो (ho)   | हो (ho)   | हो (ho)   | हों (hõṅ)  | हो (ho)     | हों (hõṅ) | हों (hõṅ) |

#### Процесивна форма кон'юнктіву
Утворюється поєднанням процесивного дієприкметника з простою формою кон'юнктіву дієслова होना.
- बोलना (говорити) → बोल रहा हूँ (чоловічий рід, однина), बोल रही हो (жіночий рід, 2 од., множ. і 3 од. особи)

Процесивна форма кон'юнктіву служить для вираження не безсумнівної, а можливої подовженої дії. Найчастіше використовується в складних реченнях

#### Складна недоконана форма
Твориться за допомогою форми простого дієприкметника недоконаного виду з простою формою кон'юнктіву дієслова होना.
- बोलना (говорити) → बोलता हों (чоловічий рід, 2 і 3 особи множини)

Не безсумнівна, а можлива дія. Дія представлена як процес, який не має внутрішніх меж. Найчастіше використовується в складних реченнях.

#### Складна доконана форма
Твориться поєднанням простого дієприкметника доконаного виду з простою формою кон'юнктіву дієслова होना.
Виражає не безсумнівну, а можливу доконану (завершену) дію. Найчастіше використовується в складних реченнях.
Слід звернути увагу на те, яке дієслово вжито у складній доконаній формі (перехідне чи неперехідне) і вжити відповідну суб'єктивну, об'єктивну чи нейтральну конструкцію

### Кондіціоналіс
Граматичним показником кондіціоналісу (умовного способу) є простий дієприкметник недоконаного виду, він або сам виступає в ролі основного дієслова, або вживається з допоміжним словом. Кондіціоналіс не має часу, отже, він визначається або контекстом, або обставинами часу. Дієслово в кондіціоналісі передає дію, реалізація якої є нереальною. Як вже зазначалось, кондіціоналіс має 4 форми: просту, процесивну, складну доконану і складну недоконану.

#### Проста форма
Збігається з формою простого дієприкметника недоконаного виду.

#### Процесивна форма
Твориться поєднанням процесивного дієприкметника з простою формою кондіціоналісу дієслова होना.
Виражає нереальну подовжену дію.

#### Складна недоконана
Твориться простим дієприкметником недоконаного виду з простою формою кондіціоналісу дієслова होना.
Виражає нереальну дію в процесі протікання.

#### Складна доконана форма
Твориться за допомогою простого дієприкметника доконаного виду з простою формою кондіціоналісу дієслова होना.
Слід звернути увагу на те, яке дієслово вжито у складній доконаній формі (перехідне чи неперехідне) і вжити відповідну суб'єктивну, об'єктивну чи нейтральну конструкцію.
Виражає нереальну дію, яка вже до певного моменту є закінчена.

## Дієприслівник
Дієприслівник може бути вжитий як основа дієслова, але це маловживана форма. Набагато вживаніша мовцем буде форма дієприслівника I, що твориться за схемою 'основа дієслова + कर (kar)' або 'основа дієслова + के (ke)'
होकर आता हूँ! hōkar ātā hū̃ Я пішов! (використовується в тому разі, коли ви йдете від співрозмовника ; досл. Будучи, я йду)
Існують також і інші форми дієприслівника (дієприслівник II, дієприслівника III) проте вони доволі рідко зустрічаються.

### Дієприслівник II
Утворюється від простого дієприкметника недоконаного виду шляхом заміни ता на ते
- ख़रीदना (xarīdnā) купувати → ख़रीदता (xarīdtā) купуючий → ख़रीदते (xarīdte) купуючи

## Пасивний стан
Пасив формується поєднанням простого дієприкметника доконаного виду з जाना. Час, особа і число всього речення визначається формою जाना (jānā) йти. Форми простого дієприкметника доконаного виду від जाना є винятком: गया, गए, गयी
- चाय पी जाती है — Чай п'ється
- किताब उस व्यक्ति के द्वारा लिखी गयी Книги були написані цією людиною
- खत उससे लिखा गया Лист був написаний ним

Слід взяти до уваги також той факт, що гінді надзвичайно рідко вводить агента дії, він або має бути невідомим, або недоречним. Якщо ввести агента необхідно, то речення зазвичай вживається в активному стані. Агент вводиться за допомогою післяйменників के द्वारा і के हाथों.
Пасивний стан зазвичай вживається з перехідними дієсловами, тоді як в активному і безособово-пасивному станах можуть вживатись як перехідні, так і неперехідні дієслова

## Безособово-пасивний стан
Безособово-пасивний стан виражає можливість або неможливість виконання дії. Його форми збігаються з формами пасиву, але на відміну від останнього безособово-пасивний стан може вживатись як з перехідними, так і з неперехідними дієсловами. Суб'єкт в реченні з безособово-пасивним станом виражаться іменником або займенником в формі непрямого відмінка з післяйменником से (se). Безособово-пасивний стан зазвичай вживається в заперечних реченням (поєднується з заперечними частками नहीं і ना). З सकना могти значення посилюється.
मुझ से चला नहीं जाता (mujh sē calā nahī̃ jātā) Я не можу йти (досл. Мною не йдеться)

## Післяйменник
У гінді не існує прийменників, як в європейських мовах, натомість існують післяйменники. Вони виконують ті ж функції, що і прийменники. Розрізняють прості післяйменники (їх 7), складні і складені

### Прості післяйменники
- से (se) — маркер орудного відмінку; вказує на предмет/людину, яким/якою була виконана дія. Також може вказувати на місце відліку часу (з обіду), на початковий пункт дії (з Києва) або на джерело дії (із дому)
- को (ko)– маркер знахідного відмінка і давального відмінка. Вказує на прямий додаток у реченні. У схемі 'інфінітив + को' को виражає ціль, намір.
- का (kā) — маркер родового відмінку; Має форми का (чоловічий рід, однина, прямий відмінок), के (чоловічий рід, множина всі відмінки, однина непрямий і кличний відмінки), की (єдиний для жіночого роду). З прислівником часу виражає належність до певного часу (कल की रोट; Kala kī rōtī; Вчорашній хліб)
- ने (ne) — маркер ергативного відмінку; Вказує на джерело дії. Також застосовується для позначення підмета в перехідних доконаних дієслівних формах.
- पर (par) — на, над
- में (mẽ) — в
- तक (tak) — до

### Складні післяйменники
Творяться за допомогою का і іменної частини. Причому сама форма का не використовується, вона використовується тільки в формах के і की. З के поєднуються прислівники і іменники чоловічого роду, а з की іменники жіночого роду.
- के मुताबिक (ke mutābik) — згідно з

### Складені післяйменники
Утворюються поєднанням двох простих або складного і простого післяйменників
- सामने (sāmne) — навпроти

## Займенник
Гінді має особисті займенники лише першої та другої особи, а для третьої особи використовується вказівний займенник वह (vah) або यह (yah). Займенники не розрізняють роди, тобто і 'він', і 'вона' буде वह/यह. Займенник може відмінюватись у відмінках, при цьому він також має особливі форми з деякими маркерами.
Зведена таблиця відмінювання особистих, вказівних, відносних і запитальних займенників
|                       | Особисті | Особисті | Особисті | Особисті | Особисті          | Демонстративи (Вказівні) | Демонстративи (Вказівні) | Демонстративи (Вказівні) | Демонстративи (Вказівні) | Відносні | Відносні | Запитальні | Запитальні |
| 1-ша ос.              | 1-ша ос. | 2-га ос. | 2-га ос. | 2-га ос. | 3-тя ос.          | 3-тя ос.                 | 3-тя ос.                 | 3-тя ос.                 |                          | Відносні | Відносні | Запитальні | Запитальні |
| Однина                | Множина  | Одн.     | Множ.    | Множ.    | Близький передмет | Близький передмет        | Далекий предмет          | Далекий предмет          |                          | Відносні | Відносні | Запитальні | Запитальні |
| Однина                | Множина  | Низ.     | Фаміл.   | Ввіч.    | Одн.              | Множ.,ввіч.              | Одн.                     | Множ.,ввіч.              | Одн.                     | Множ.    | Одн.     | Множ.      |            |
| --------------------- | -------- | -------- | -------- | -------- | ----------------- | ------------------------ | ------------------------ | ------------------------ | ------------------------ | -------- | -------- | ---------- | ---------- |
| Прямий відмінок       | mãĩ      | ham      | tū       | tum      | āp                | ye                       | ye                       | vo                       | vo                       | jo       | jo       | kaun, kyā  | kaun, kyā  |
| Непрямий              | mujh     | ham      | tujh     | tum      | āp                | is                       | in                       | us                       | un                       | jis      | jin      | kis        | kin        |
| З знахідним маркером  | mujhe    | hamẽ     | tujhe    | tumhẽ    | āp ko             | ise                      | inhẽ                     | use                      | unhẽ                     | jise     | jinhẽ    | kise       | kinhẽ      |
| З родовим маркером    | merā     | hamārā   | terā     | tumhārā  | āp kā             | is kā                    | in kā                    | us kā                    | un kā                    | jis kā   | jin kā   | kis kā     | kin kā     |
| З ергативним маркером | mãĩ ne   | ham ne   | tū ne    | tum ne   | āp ne             | is ne                    | inhõ ne                  | us ne                    | unhõ ne                  | jis ne   | jinhõ ne | kis ne     | kinhõ ne   |

### Присвійні займенники
- मेरा (merā) — мій (чоловічий рід, однина)
- तेरा (terā) — твій (чоловічий рід, однина)
- हमारा (hamārā) — наш (чоловічий рід, однина)
- तुम्हारा (tumhārā) — ваш (чоловічий рід, однина)

Присвійних займенників 3-ї особи обох чисел і присвійного займенника від आप не існує. Їх заміняють उस/उन або इस/इन з післяйменником का. Для आप присвійний займенник має форму आप का.
- इस का — його, її (про людину, що стоїть біля мовця)
- इन का — їх (про людей, що стоять близько біля мовця)
- उस का — його, її (про людину, що стоїть далеко від мовця)
- उन का — їх (про людей, що стоять далеко від мовця)
- Функцію зворотно-присвійного займенника «свій» виконує अपना (apnā). अपना відмінюється так само, як і інші присвійні займенники.

## Зворот «У мене (тебе, нього) є X»
Звороти типу «У мене є X» творяться за схемою 'присвійний займенник + післяйменник के पास + іменник + дієслово होना'. Причому післяйменник के पास у, при, біля опускається при розмові про людей. За весь час звороту відповідає дієслово होना. Сам присвійний займенник узгоджується в роді і числі з іменником. Дієслово зі значенням «мати» в гінді відсутнє.
- मेरे पास (एक) किताब है (Mērē pās (ēk) kitāb hai) — У мене є книга
- इस का (एक) भाई है (Isa kā (ēk) bhā'ī hai) — У нього є брат; брат — людина, отже, के पास опускається.

## Числівник і індійські числа

### Індійські числа
У писемності деванагарі не використовуються арабські числа, для запису чисел використовується система індійських чисел.
| Арабські числа  | 0 | 1 | 2 | 3 | 4 | 5 | 6 | 7 | 8 | 9 |
| --------------- | - | - | - | - | - | - | - | - | - | - |
| Індійські числа | ० | १ | २ | ३ | ४ | ५ | ६ | ७ | ८ | ९ |

Числа більше 9 записуються як арабські. Тобто число 11 буде виглядати як ११, а 48 як ४८.

### Числівник
Числівники розподіляють на кількісні (власне кількісні, збірні, дробові) і порядкові.
Кількісні в свою чергу поділяються на прості, складні і зіставні

#### Кількісні числівники
До простих відносять числівники, що складаються з одиного кореня: एक один, दो два, तीन три, दस десять, तीस тридцять,चालीस сорок, हज़ार тисяча.
Складні числівники утворюються шляхом словоутворення за схемою 'видозмінена форма одиниці + суфікс назви десятка'
Наприклад: видозміною एक є इक, а суфіксом числівника चालीस сорок є तालीस. При зіставленні утворюється इकतालीस сорок один. Суфікс числівника सत्तर сімдесят є हत्तर, отже, इकहत्तर сімдесят один
Зіставні числівники — це числівники, що складаються з кількох окремих самостійних числівників.
Наприклад, зіставними числівниками є числівники вище 100: сто сорок буде १४०, एक सौ चालीस (Sau cālīs)

## Прислівник
По значенню прислівники діляться на означальні (якісні, способу дії, кількісні і прислівники спільності дії) і обставинні (прислівники часу, місця, причини і мети) прислівники. За шляхом утворення їх поділяють на похідні і непохідні.

### Повтор прислівника
При повторі обставинних прислівників вони приймають або роздільне, або збірне значення (його визначають в контексті). При повторі з часткою ही hī посилюють своє значення.
При повторі означальних прислівників вони посилюють своє значення
- जल्दी швидко → जल्दी-जल्दी поспішно
- आसान легко → आसान आसान легесенько

## Частка
Частка завжди стоїть після слова, до якого відноситься.
- ही hī — ж, тільки, саме
- मैंने एक ही चपाती खायी — Я (жінка) з'їла тільки один чапаті
- भी bhī — і, теж, також
- मुझे भी भूख लगी है — Я також дуже голодний
- तो to — то, ж, адже
- यूँ yūữ — так, таким чином
- सा (से; सी) sā (se; sī) — дуже; вживається з кількісними прикметниками і прислівниками і посилює чи зменшує їх значення